# Fußballclub Ingolstadt 04 2019-2020
Questa voce raccoglie le informazioni riguardanti il Fußballclub Ingolstadt 04 nelle competizioni ufficiali della stagione 2019-2020.

## Stagione
Nella stagione 2019-2020 l'Ingolstadt, allenato da Jeff Saibene e Tomas Oral, concluse il campionato di 3. Liga al 4º posto. In Coppa di Germania l'Ingolstadt fu eliminato al primo turno dal Norimberga. In Bayerischer Pokal l'Ingolstadt fu eliminato agli ottavi di finale dallo Schweinfurt 05.

## Rosa
| N. |                      | Ruolo | Calciatore            |
| -- | -------------------- | ----- | --------------------- |
| 1  | Austria (bandiera)   | P     | Marco Knaller         |
| 2  | Germania (bandiera)  | D     | Frederic Ananou       |
| 4  | Danimarca (bandiera) | D     | Bjørn Paulsen         |
| 5  | Austria (bandiera)   | D     | Nico Antonitsch       |
| 6  | Germania (bandiera)  | C     | Maximilian Thalhammer |
| 7  | Germania (bandiera)  | A     | Dennis Eckert-Ayensa  |
| 8  | Germania (bandiera)  | C     | Maximilian Wolfram    |
| 9  | Germania (bandiera)  | A     | Fatih Kaya            |
| 11 | Germania (bandiera)  | A     | Maximilian Beister    |
| 11 | Germania (bandiera)  | A     | Agyemang Diawusie     |
| 14 | Canada (bandiera)    | C     | Caniggia Elva         |
| 16 | Germania (bandiera)  | D     | Peter Kurzweg         |
| 17 | Germania (bandiera)  | D     | Michael Heinloth      |
| 18 | Germania (bandiera)  | D     | Gordon Büch           |

| N. |                        | Ruolo | Calciatore         |
| -- | ---------------------- | ----- | ------------------ |
| 19 | Germania (bandiera)    | D     | Marcel Gaus        |
| 20 | Stati Uniti (bandiera) | A     | Jalen Hawkins      |
| 21 | Germania (bandiera)    | C     | Tobias Schröck     |
| 23 | Germania (bandiera)    | C     | Robin Krauße       |
| 24 | Croazia (bandiera)     | P     | Fabijan Buntić     |
| 25 | Germania (bandiera)    | C     | Jonatan Kotzke     |
| 27 | Germania (bandiera)    | C     | Thomas Keller      |
| 30 | Germania (bandiera)    | A     | Stefan Kutschke    |
| 32 | Germania (bandiera)    | D     | Gabriel Weiß       |
| 33 | Stati Uniti (bandiera) | A     | Justin Butler      |
| 35 | Germania (bandiera)    | C     | Filip Bilbija      |
| 36 | Germania (bandiera)    | C     | Georgios Pintidis  |
| 37 | Germania (bandiera)    | C     | Patrick Sussek     |
| 39 | Germania (bandiera)    | P     | Lukas Schellenberg |

## Organigramma societario
Area tecnica
- Allenatore: Tomas Oral
- Allenatore in seconda: Mark Fotheringham
- Preparatore dei portieri: Dennis Hill, Alexander Kunze
- Preparatori atletici: Jörg Mikoleit

## Calciomercato

### Sessione estiva
| Acquisti | Acquisti              | Acquisti           | Acquisti |
| R.       | Nome                  | da                 | Modalità |
| -------- | --------------------- | ------------------ | -------- |
| D        | Nico Antonitsch       | Sconosciuta        |          |
| A        | Maximilian Beister    | Uerdingen 05       |          |
| A        | Charlison Benschop    | De Graafschap      |          |
| C        | Filip Bilbija         | Ingolstadt 04 U19  |          |
| A        | Agyemang Diawusie     | Wehen Wiesbaden    |          |
| C        | Caniggia Elva         | Kickers Würzburg   |          |
| D        | Michael Heinloth      | Zagłębie Sosnowiec |          |
| D        | Peter Kurzweg         | Kickers Würzburg   |          |
| P        | Lukas Schellenberg    | Ingolstadt 04 U19  |          |
| C        | Maximilian Thalhammer | Jahn Ratisbona     |          |
| C        | Maximilian Wolfram    | Carl Zeiss Jena    |          |

| Cessioni | Cessioni                | Cessioni           | Cessioni |
| R.       | Nome                    | a                  | Modalità |
| -------- | ----------------------- | ------------------ | -------- |
| C        | Konstantin Kerschbaumer | Heidenheim         |          |
| D        | Benedikt Gimber         | Jahn Ratisbona     |          |
| C        | Nico Rinderknecht       | Gießen             |          |
| P        | Philipp Heerwagen       | Sandhausen         |          |
| A        | Charlison Benschop      | Groningen          |          |
| A        | Darío Lezcano           | Juárez             |          |
| C        | Almog Cohen             | Maccabi Natanya    |          |
| C        | Sonny Kittel            | Amburgo            |          |
| D        | Lucas Galvão            | Al-Wasl            |          |
| D        | Mërgim Mavraj           | Greuther Fürth     |          |
| D        | Phil Neumann            | Holstein Kiel      |          |
| D        | Paulo Otávio            | Wolfsburg          |          |
| C        | Thomas Pledl            | Fortuna Düsseldorf |          |
| C        | Thorsten Röcher         | Sturm Graz         |          |
| C        | Cenk Şahin              | St. Pauli          |          |
| P        | Philipp Tschauner       | Hannover 96        |          |

### Sessione invernale
| Acquisti | Acquisti | Acquisti | Acquisti |
| R.       | Nome     | da       | Modalità |
| -------- | -------- | -------- | -------- |

| Cessioni | Cessioni | Cessioni | Cessioni |
| R.       | Nome     | a        | Modalità |
| -------- | -------- | -------- | -------- |

## Risultati

### 3. Liga

#### Girone di andata
| Arbitro: | Siebert |

|             |           |                             |
| Eckardt 56’ | Marcatori | 59’ (aut.), 72’ (aut.) Sarr |

| Arbitro: | Jöllenbeck |

|                               |           |                              |
| Kutschke 32’ Beister 59’, 71’ | Marcatori | 60’ Daschner 86’ Stoppelkamp |

| Kaiserslautern 30 luglio 2019, ore 19:00 CEST 3ª giornata | Kaiserslautern     | 0 – 0 referto | Ingolstadt 04 | Fritz-Walter-Stadion (17 212 spett.)\| Arbitro: \| Waschitzki-Günther \| |
| Arbitro:                                                  | Waschitzki-Günther |               |               |                                                                          |

| Arbitro: | Stegemann |

|                                   |           |  |
| Kaya 78’ Kutschke 83’ (rig.), 90’ | Marcatori |  |

| Arbitro: | Storks |

|  |           |                               |
|  | Marcatori | 3’ Elva 90’ Kaya 90’ Kutschke |

| Arbitro: | Osmanagic |

|                                |           |                     |
| Kutschke 8’ (rig.), 90’ (rig.) | Marcatori | 49’ Opoku 84’ Bülow |

| Arbitro: | Sather |

|                                      |           |  |
| Handle 22’ Lanius 29’ Holzweiler 70’ | Marcatori |  |

| Arbitro: | Lechner |

|                               |           |                            |
| Beister 50’ Eckert-Ayensa 69’ | Marcatori | 52’, 64’ Boyd 56’ Drinkuth |

| Arbitro: | Burda |

|                        |           |                   |
| Zylla 15’ Cuisance 52’ | Marcatori | 17’ Eckert-Ayensa |

| Ingolstadt 30 settembre 2019, ore 19:00 CEST 10ª giornata | Ingolstadt 04      | 0 – 0 referto | Unterhaching | Audi-Sportpark (5 784 spett.)\| Arbitro: \| Waschitzki-Günther \| |
| Arbitro:                                                  | Waschitzki-Günther |               |              |                                                                   |

| Arbitro: | Winter |

|                 |           |                                                            |
| Vlachodīmos 17’ | Marcatori | 24’ Thalhammer 30’, 40’ Eckert-Ayensa 75’ Wolfram 89’ Elva |

| Arbitro: | Gasteier |

|          |           |            |
| Kaya 36’ | Marcatori | 61’ Tallig |

| Arbitro: | Kessel |

|                               |           |                             |
| Kaya 27’ Gaus 60’ Schröck 85’ | Marcatori | 18’ Schnellbacher 24’ Litka |

| Arbitro: | Dankert |

|  |           |                                        |
|  | Marcatori | 20’ Gaus 23’ Antonitsch 26’ Thalhammer |

| Arbitro: | Hussein |

|                                                        |           |                        |
| Eckert-Ayensa 27’, 33’ Kutschke 41’ (rig.) Beister 86’ | Marcatori | 31’ König 45’ Schröter |

| Mannheim 23 novembre 2019, ore 14:00 CET 16ª giornata | Waldhof Mannheim | 0 – 0 referto | Ingolstadt 04 | Carl-Benz-Stadion (7 543 spett.)\| Arbitro: \| Lossius \| |
| Arbitro:                                              | Lossius          |               |               |                                                           |

| Arbitro: | Fritsch |

|             |           |           |
| Kutschke 6’ | Marcatori | 90’ Undav |

| Arbitro: | Braun |

|  |           |                               |
|  | Marcatori | 21’ Beister 81’ Eckert-Ayensa |

| Arbitro: | Reichel |

|               |           |                       |
| Gaus 10’, 64’ | Marcatori | 16’ Owusu 19’ Mölders |

#### Girone di ritorno
| Arbitro: | Weickenmeier |

|                                                      |           |              |
| Krauße 6’ Keller 18’ Eckert-Ayensa 61’, 89’ Kaya 90’ | Marcatori | 78’ Pagliuca |

| Arbitro: | Willenborg |

|                        |           |                   |
| Stoppelkamp 86’ (rig.) | Marcatori | 71’ Eckert-Ayensa |

| Arbitro: | Müller |

|                 |           |            |
| Keller 68’, 90’ | Marcatori | 80’ Thiele |

| Arbitro: | Bokop |

|                                                |           |                  |
| Schuppan 53’ (rig.) Kaufmann 59’ Hemmerich 66’ | Marcatori | 5’ Eckert-Ayensa |

| Arbitro: | Pfeifer |

|  |           |           |
|  | Marcatori | 88’ Evina |

| Arbitro: | Zorn |

|                                   |           |  |
| Butzen 21’ Verhoek 35’ Breier 85’ | Marcatori |  |

| Arbitro: | Weickenmeier |

|  |           |              |
|  | Marcatori | 53’ Lewerenz |

| Arbitro: | Braun |

|             |           |          |
| Hilßner 90’ | Marcatori | 48’ Elva |

| Arbitro: | Haslberger |

|          |           |                      |
| Gaus 45’ | Marcatori | 4’ Kern 88’ Richards |

| Arbitro: | Reichel |

|                   |           |                               |
| Ananou 13’ (aut.) | Marcatori | 19’ Eckert-Ayensa 54’ Wolfram |

| Arbitro: | Schultes |

|                     |           |                |
| Kutschke 28’ (rig.) | Marcatori | 15’ Martinovic |

| Arbitro: | Weickenmeier |

|  |           |              |
|  | Marcatori | 23’ Kutschke |

| Münster 13 giugno 2020, ore 14:00 CEST 32ª giornata | Preußen Münster    | 0 – 0 referto | Ingolstadt 04 | Preußenstadion (0 spett.)\| Arbitro: \| Waschitzki-Günther \| |
| Arbitro:                                            | Waschitzki-Günther |               |               |                                                               |

| Ingolstadt 16 giugno 2020, ore 19:00 CEST 33ª giornata | Ingolstadt 04 | 0 – 0 referto | Eintracht Braunschweig | Audi-Sportpark (0 spett.)\| Arbitro: \| Brand \| |
| Arbitro:                                               | Brand         |               |                        |                                                  |

| Arbitro: | Bokop |

|  |           |                                   |
|  | Marcatori | 40’ Kaya 45’ Kutschke 53’ Beister |

| Arbitro: | Kempter |

|                                    |           |  |
| Kutschke 42’ (rig.) Thalhammer 70’ | Marcatori |  |

| Arbitro: | Zorn |

|  |           |                                |
|  | Marcatori | 17’ Kutschke 90’ Eckert-Ayensa |

| Arbitro: | Kessel |

|  |           |                         |
|  | Marcatori | 60’ Jacobsen 83’ Kvesić |

| Arbitro: | Schmidt |

|  |           |                               |
|  | Marcatori | 50’ Beister 82’ Eckert-Ayensa |

### Coppa di Germania
| Arbitro: | Siebert |

|  |           |             |
|  | Marcatori | 88’ Dovedan |

### Coppa Baviera
| 6 agosto 2019, ore 18:30 CEST Primo turno | SG Burgwallbach/Leutershausen | 1 – 8 | Ingolstadt 04 |  |

| 20 agosto 2019, ore 18:00 CEST Secondo turno | DJK Gebenbach | 1 – 3 | Ingolstadt 04 |  |

| 3 settembre 2019, ore 18:00 CEST Ottavi di finale | Schweinfurt 05       | ? – ? | Ingolstadt 04 |  |
| \| \| \| \| \| \| Tiri di rigore 6 – 5 \| \|      |                      |       |               |  |
|                                                   |                      |       |               |  |
|                                                   | Tiri di rigore 6 – 5 |       |               |  |

## Statistiche

### Statistiche di squadra
| Competizione      | Punti | In casa | In casa | In casa | In casa | In casa | In casa | In trasferta | In trasferta | In trasferta | In trasferta | In trasferta | In trasferta | Totale | Totale | Totale | Totale | Totale | Totale | DR  |
| Competizione      | Punti | G       | V       | N       | P       | Gf      | Gs      | G            | V            | N            | P            | Gf           | Gs           | G      | V      | N      | P      | Gf     | Gs     | DR  |
| ----------------- | ----- | ------- | ------- | ------- | ------- | ------- | ------- | ------------ | ------------ | ------------ | ------------ | ------------ | ------------ | ------ | ------ | ------ | ------ | ------ | ------ | --- |
| 3. Liga           | 63    | 19      | 7       | 7       | 5       | 32      | 24      | 19           | 10           | 5            | 4            | 29           | 16           | 38     | 17     | 12     | 9      | 61     | 40     | +21 |
| Coppa di Germania | -     | 1       | 0       | 0       | 1       | 0       | 1       | 0            | 0            | 0            | 0            | 0            | 0            | 1      | 0      | 0      | 1      | 0      | 1      | -1  |
| Coppa Baviera     | -     | 0       | 0       | 0       | 0       | 0       | 0       | 3            | 2            | 1            | 0            | 11           | 2            | 3      | 2      | 1      | 0      | 11     | 2      | +9  |
| Totale            | 63    | 20      | 7       | 7       | 6       | 32      | 25      | 22           | 12           | 6            | 4            | 40           | 18           | 42     | 19     | 13     | 10     | 72     | 43     | +29 |

### Andamento in campionato
| Giornata  | 1 | 2 | 3 | 4 | 5 | 6 | 7 | 8 | 9 | 10 | 11 | 12 | 13 | 14 | 15 | 16 | 17 | 18 | 19 | 20 | 21 | 22 | 23 | 24 | 25 | 26 | 27 | 28 | 29 | 30 | 31 | 32 | 33 | 34 | 35 | 36 | 37 | 38 |
| --------- | - | - | - | - | - | - | - | - | - | -- | -- | -- | -- | -- | -- | -- | -- | -- | -- | -- | -- | -- | -- | -- | -- | -- | -- | -- | -- | -- | -- | -- | -- | -- | -- | -- | -- | -- |
| Luogo     | T | C | T | C | T | C | T | C | T | C  | T  | C  | C  | T  | C  | T  | C  | T  | C  | C  | T  | C  | T  | C  | T  | C  | T  | C  | T  | C  | T  | T  | C  | T  | C  | T  | C  | T  |
| Risultato | V | V | N | V | V | N | P | P | P | N  | V  | N  | V  | V  | V  | N  | N  | V  | N  | V  | N  | V  | P  | P  | P  | P  | N  | P  | V  | N  | V  | N  | N  | V  | V  | V  | P  | V  |
| Posizione | 5 | 2 | 2 | 1 | 1 | 2 | 3 | 6 | 8 | 8  | 6  | 5  | 5  | 4  | 2  | 2  | 4  | 2  | 2  | 2  | 2  | 2  | 2  | 2  | 4  | 5  | 5  | 9  | 7  | 7  | 6  | 6  | 6  | 6  | 4  | 4  | 4  | 4  |

Legenda:

Luogo: C = Casa; T = Trasferta. Risultato: V = Vittoria; N = Pareggio; P = Sconfitta.

### Statistiche dei giocatori
| Giocatore        | 3. Liga  | 3. Liga | 3. Liga     | 3. Liga    | Relegation 2. Bundesliga | Relegation 2. Bundesliga | Relegation 2. Bundesliga | Relegation 2. Bundesliga | Coppa di Germania | Coppa di Germania | Coppa di Germania | Coppa di Germania | Totale   | Totale | Totale      | Totale     |
| Giocatore        | Presenze | Reti    | Ammonizioni | Espulsioni | Presenze                 | Reti                     | Ammonizioni              | Espulsioni               | Presenze          | Reti              | Ammonizioni       | Espulsioni        | Presenze | Reti   | Ammonizioni | Espulsioni |
| ---------------- | -------- | ------- | ----------- | ---------- | ------------------------ | ------------------------ | ------------------------ | ------------------------ | ----------------- | ----------------- | ----------------- | ----------------- | -------- | ------ | ----------- | ---------- |
| F. Ananou        | 12       | 0       | 1           | 0          | 1                        | 0                        | 0                        | 0                        | 0                 | 0                 | 0                 | 0                 | 13       | 0      | 1           | 0          |
| N. Antonitsch    | 28       | 1       | 3           | 0          | 2                        | 0                        | 0                        | 0                        | 0                 | 0                 | 0                 | 0                 | 30       | 1      | 3           | 0          |
| M. Beister       | 26       | 7       | 6           | 1          | 1                        | 0                        | 0                        | 0                        | 1                 | 0                 | 0                 | 0                 | 28       | 7      | 6           | 1          |
| F. Bilbija       | 23       | 0       | 3           | 0          | 2                        | 0                        | 1                        | 0                        | 1                 | 0                 | 0                 | 0                 | 26       | 0      | 4           | 0          |
| F. Buntić        | 35       | 0       | 0           | 0          | 0                        | 0                        | 0                        | 0                        | 1                 | 0                 | 0                 | 0                 | 36       | 0      | 0           | 0          |
| J. Butler        | 2        | 0       | 1           | 0          | 0                        | 0                        | 0                        | 0                        | 0                 | 0                 | 0                 | 0                 | 2        | 0      | 1           | 0          |
| G. Büch          | 4        | 0       | 0           | 0          | 0                        | 0                        | 0                        | 0                        | 0                 | 0                 | 0                 | 0                 | 4        | 0      | 0           | 0          |
| A. Diawusie      | 10       | 0       | 1           | 0          | 0                        | 0                        | 0                        | 0                        | 1                 | 0                 | 0                 | 0                 | 11       | 0      | 1           | 0          |
| D. Eckert-Ayensa | 30       | 14      | 1           | 1          | 2                        | 0                        | 1                        | 0                        | 0                 | 0                 | 0                 | 0                 | 32       | 14     | 2           | 1          |
| C. Elva          | 33       | 3       | 4           | 0          | 2                        | 0                        | 0                        | 0                        | 1                 | 0                 | 0                 | 0                 | 36       | 3      | 4           | 0          |
| L. Galvão        | 0        | 0       | 0           | 0          | 0                        | 0                        | 0                        | 0                        | 0                 | 0                 | 0                 | 0                 | 0        | 0      | 0           | 0          |
| M. Gaus          | 34       | 5       | 10          | 1          | 2                        | 0                        | 1                        | 0                        | 1                 | 0                 | 0                 | 0                 | 37       | 5      | 11          | 1          |
| B. Gimber        | 0        | 0       | 0           | 0          | 0                        | 0                        | 0                        | 0                        | 0                 | 0                 | 0                 | 0                 | 0        | 0      | 0           | 0          |
| J. Hawkins       | 4        | 0       | 0           | 0          | 1                        | 0                        | 0                        | 0                        | 0                 | 0                 | 0                 | 0                 | 5        | 0      | 0           | 0          |
| M. Heinloth      | 18       | 0       | 1           | 0          | 1                        | 0                        | 0                        | 0                        | 0                 | 0                 | 0                 | 0                 | 19       | 0      | 1           | 0          |
| F. Kaya          | 36       | 6       | 4           | 0          | 2                        | 0                        | 0                        | 0                        | 1                 | 0                 | 0                 | 0                 | 39       | 6      | 4           | 0          |
| T. Keller        | 17       | 3       | 2           | 2          | 1                        | 0                        | 0                        | 0                        | 1                 | 0                 | 0                 | 0                 | 19       | 3      | 2           | 2          |
| K. Kerschbaumer  | 0        | 0       | 0           | 0          | 0                        | 0                        | 0                        | 0                        | 0                 | 0                 | 0                 | 0                 | 0        | 0      | 0           | 0          |
| M. Knaller       | 4        | 0       | 0           | 0          | 2                        | 0                        | 0                        | 0                        | 0                 | 0                 | 0                 | 0                 | 6        | 0      | 0           | 0          |
| J. Kotzke        | 10       | 0       | 1           | 0          | 1                        | 0                        | 0                        | 0                        | 0                 | 0                 | 0                 | 0                 | 11       | 0      | 1           | 0          |
| R. Krauße        | 36       | 1       | 8           | 0          | 2                        | 1                        | 2                        | 0                        | 1                 | 0                 | 0                 | 0                 | 39       | 2      | 10          | 0          |
| P. Kurzweg       | 25       | 0       | 6           | 1          | 1                        | 0                        | 0                        | 0                        | 1                 | 0                 | 0                 | 0                 | 27       | 0      | 6           | 1          |
| S. Kutschke      | 37       | 13      | 7           | 0          | 1                        | 1                        | 1                        | 0                        | 1                 | 0                 | 0                 | 0                 | 39       | 14     | 8           | 0          |
| B. Paulsen       | 30       | 0       | 5           | 0          | 2                        | 0                        | 0                        | 0                        | 1                 | 0                 | 0                 | 0                 | 33       | 0      | 5           | 0          |
| G. Pintidis      | 3        | 0       | 0           | 0          | 0                        | 0                        | 0                        | 0                        | 0                 | 0                 | 0                 | 0                 | 3        | 0      | 0           | 0          |
| L. Schellenberg  | 0        | 0       | 0           | 0          | 0                        | 0                        | 0                        | 0                        | 0                 | 0                 | 0                 | 0                 | 0        | 0      | 0           | 0          |
| T. Schröck       | 22       | 1       | 3           | 0          | 2                        | 1                        | 0                        | 0                        | 0                 | 0                 | 0                 | 0                 | 24       | 2      | 3           | 0          |
| P. Sussek        | 12       | 0       | 0           | 0          | 0                        | 0                        | 0                        | 0                        | 1                 | 0                 | 0                 | 0                 | 13       | 0      | 0           | 0          |
| M. Thalhammer    | 32       | 3       | 7           | 0          | 2                        | 0                        | 0                        | 0                        | 1                 | 0                 | 0                 | 0                 | 35       | 3      | 7           | 0          |
| G. Weiß          | 0        | 0       | 0           | 0          | 0                        | 0                        | 0                        | 0                        | 0                 | 0                 | 0                 | 0                 | 0        | 0      | 0           | 0          |
| M. Wolfram       | 20       | 2       | 1           | 0          | 0                        | 0                        | 0                        | 0                        | 0                 | 0                 | 0                 | 0                 | 20       | 2      | 1           | 0          |